# Халед Азіз
Халед Азіз (араб. خالد عزيز, нар. 14 липня 1981) — саудівський футболіст, що грав на позиції півзахисника.
Виступав, зокрема, за клуб «Аль-Гіляль», а також національну збірну Саудівської Аравії.

## Клубна кар'єра
У дорослому футболі дебютував 2000 року виступами за команду клубу «Аль-Гіляль», в якій провів одинадцять сезонів, взявши участь у 203 матчах чемпіонату.
Протягом 2011 року захищав кольори команди клубу «Аш-Шабаб».
Завершив професійну ігрову кар'єру у клубі «Ан-Наср» (Ер-Ріяд), за команду якого виступав протягом 2011—2012 років.

## Виступи за збірну
У 2004 році дебютував в офіційних матчах у складі національної збірної Саудівської Аравії. Протягом кар'єри у національній команді провів у формі головної команди країни 49 матчів, забивши 2 голи.
У складі збірної був учасником чемпіонату світу 2006 року у Німеччині, кубка Азії з футболу 2007 року у чотирьох країнах відразу, де разом з командою здобув «срібло».

## Титули і досягнення
- Срібний призер Кубка Азії: 2007